# Province de Toliara
La province de Toliara ou province de Tuléar (ou de Tolozy dans la langue courante locale) était l'une des six anciennes provinces de Madagascar, la plus vaste avec une superficie de 161 405 km². Elle a une population de 2 229 550 habitants (juillet 2001). Sa capitale est Toliara . La dénomination de « province » est appelée à disparaître au moins sur le plan politique et administratif, à la suite de la dernière réforme constitutionnelle d'avril 2007 qui consacre les régions.

## Histoire
La famine de 1927-1928 a conduit à une émigration vers les plantations du Nord. Le Sud devient ainsi pourvoyeur de main-d’œuvre à bas prix à l’usage des coloniaux et de l’administration.
La région a été jusqu'aux années 1970 délaissée par le pouvoir central, car elle ne fait pas partie du « Madagascar utile ». Les habitants ont longtemps vécu dans une grande pauvreté, le taux de scolarisation était très bas et les paysans devaient payer l’impôt sur les bœufs et la capitation (impôt sur les indigènes) instauré pendant la période coloniale et maintenu après l’indépendance. Le climat difficile et le manque de moyen ont fait naitre des famines épisodiques.
La région connait une révolte en 1971 réprimée dans le sang par les autorités, faisant entre 800 et 1 000 morts.

## Climat
Le climat du sud de Madagascar est un semi-aride particulièrement sec le long de la côte ouest. Le manque de précipitations et les difficultés d'alimentation en eau sont des problèmes récurrents pour la population qui doit faire face à des périodes de soudure difficiles entre deux récoltes. Dans cette région, les criquets pèlerins provoquent ces dernières années[Quand ?] de gros dégâts aux cultures. 
Fin 2006, la sous-alimentation - appelée kere en langue malgache - a refait son apparition dans les fivondronana du sud. La sécheresse n'a pas permis d'avoir des réserves vivrières suffisantes et la pauvreté d'une partie de la population rend les produits alimentaires inaccessibles. Les aliments de disette ont refait leur apparition. Dans le bush, les paysans ne mangent que des feuilles épineuses de « raketa ». Parfois, ils les mélangent avec du « kily » (tamarin) et du « traka » (brèdes).

## Faritra (régions) et fivondronana (districts)
La province compte quatre régions (faritra) et vingt-et-un districts (fivondronana):
| - Androy - 2. Ambovombe-Androy - 5. Bekily - 6. Beloha - 21. Tsiombe - Atsimo-Andrefana - 3. Ampanihy - 4. Ankazoabo - 8. Benenitra - 9. Beroroha - 10. Betioky-Sud - 15. Morombe - 17. Sakaraha - 19. Toliara II - 20. Toliara I | - Anosy - 1. Amboasary-Sud - 11. Betroka - 18. Tolanaro - Menabe - 7. Belon'i Tsiribihina - 12. Mahabo - 13. Manja - 14. Miandrivazo - 16. Morondava |